# Son amores
Son amores è una telenovela argentina prodotta dal 2002 al 2004 da Pol-ka Producciones e diretta da Rodolfo Antúnez e Daniel De Felippo. Gli ideatori sono Adrián Suar, Jorge Maestro e Ernesto Korovsky, il primo dei tre anche produttore.
La serie ha raggiunto grande successo in patria con ascolti alti, diventando il programma più seguito dell'anno 2002 nella televisione pubblica argentina oltre che per aver vinto alcuni premi al Martín Fierro e al Clarín.

## Produzione

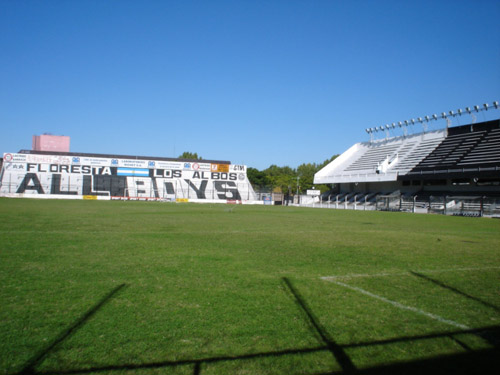
Lo stadio Islas Malvinas è stato utilizzato per entrambe le stagioni per le registrazioni della serie

Le prime indiscrezioni sulla sitcom appaiono a metà dell'anno 2001. Nel settembre vengono firmati i primi contratti e nel novembre vengono annunciati gli attori partecipanti. Il telefilm viene annunciato ufficialmente alla presentazione della programmazione dei canali televisivi argentini per la stagione 2002. Nella stessa occasione, viene confermato il cast principale, composto da Miguel Ángel Rodríguez, Mariano Martínez, Nicolás Cabré, Florencia Bertotti, Millie Stegmann e Mario Pasik e la trama. Le registrazioni iniziano a metà dicembre 2001.
Tra i luoghi utilizzati per le riprese c'è lo Stadio Islas Malvinas e alcuni quartieri di Buenos Aires per le scene esterne, gli studi di Pol-ka Producciones per le interne.
Il telefilm viene presentata al pubblico all'Hotel Alvear alla presenza del produttore della serie Adrián Suar nel gennaio e debutta il 28 dello stesso mese su Canal 13 per concludersi il 3 gennaio 2003.
Viene confermata una seconda stagione, già dall'ottobre del 2002 che inizia le registrazioni nel gennaio del 2003 e finiscono il 15 dicembre dello stesso anno. Lasciano la loro parte Millie Stegman, Marcela Kloosterboer e Reina Reech ed entrano Gabriela Toscano, Norberto Díaz, Jazmín Stuart, Agustina Cherri e Milton Delacanal. Inizialmente, si era pensato anche a Nancy Dupláa per la sostituzione del ruolo di Lola, ma alla fine è stata scelta la Toscano. A metà delle registrazioni alcuni attori ritornano, cioè la Stegman e Kloosterboer. La trasmissione inizia 3 marzo 2003 e termina il 2 gennaio 2004.
La serie non fu rinnovata per una terza stagione, vista la nuova produzione di Suar Los pensionados.

### Ascolti
I primi episodi ottengono un buon risultato di ascolti. Nel marzo supera giornalmente i 20 punti, battendo la concorrenza di Franco Buenaventura, el profe.
Il 9 maggio ottiene 17.7 punti, uno dei peggiori risultati per la serie, visto il debutto del programma El show de Videomatch di Marcelo Tinelli che ottiene da oltre dieci anni ascolti record. Son Amores supera lo show di Tinelli nel giugno, arrivando a 27.6 punti contro i 26.6 di Videomatch. Il rating medio di Son Amores è comunque di 30 punti, salvo il giovedì e il lunedì in quanto c'è il programma rivale. Il capitolo finale della prima stagione raggiunge 30.9 punti diventando il programma più visto del 2002, leader della sua fascia oraria e in varie occasioni anche il più guardato giornalmente del canale.
Il ritorno con la seconda parte segna 30.4 battendo con il doppio dei punti Costumbres Argentinas. Con il passare dei mesi, perde tra i 4 e i 5 punti di rating, arrivando nel maggio a 20.6. Il rating migliora, arrivando alle ultime settimane con una media di 23 punti. Per l'anno 2003 Son amores è la seconda fiction più vista con 21 punti di media, preceduta da Soy gitano e seguita da Costumbres Argentinas e Resistiré che raggiungono rispettivamente 20.1 e 19.8.

## Trama

### Prima stagione
Roberto Sánchez, un uomo solitario ed arbitro di calcio, è ossessionato dalle regole. Ad un certo punto della sua vita, sua moglie lo abbandona e inaspettatamente arrivano i suoi due nipoti Martin e Pablo Marquesi, figli della sorella di Roberto. Si trasferiscono per cercare la fortuna e il successo con lo sport, infatti giocheranno nella prima squadra degli "All Boys". Poco tempo dopo, ai due si aggiunge anche la sorella minore, Valeria che non sopporta più la vita nei villaggi. Lo zio dovrà abituarsi ad una nuova vita frenetica e non sarà semplice per uno rigido come lui.
Dall'altra parte, c'è Lola che ha una doppia personalità: la prima è un'efficiente ostetrica e la seconda è la donna preziosa di suo marito Guillermo, un uomo che pur amandola, mantiene un certo egoismo nei suoi confronti.

### Seconda stagione
Martín Marquesi, durante la permanenza in Italia per giocare a calcio, si infortuna gravemente ed è costretto ad appendere gli scarpini al chiodo. Suo fratello, Pablo è appena tornato da un viaggio nel sud dell'Argentina. Valeria ha invece scoperto il proprio ragazzo con il suo amante.
Lola viaggia per l'Europa e Roberto si innamora di Chela.

## Personaggi e interpreti
- Roberto Sánchez (stagioni 1-2), interpretato da Miguel Ángel Rodríguez.
- Pablo Marquesi (stagioni 1-2), interpretato da Nicolás Cabré.
- Martín Marquesi (stagioni 1-2), interpretato da Mariano Martínez.
- Guillermo Carmona (stagioni 1-2), interpretato da Mario Pasik.
- Valeria Marquesi (stagioni 1-2), interpretata da Florencia Bertotti.
- Dolores "Lola" Montero (stagioni 1-2), interpretata da Millie Stegman.
- Graciela "Chela" Rigolé (stagione 2), interpretata da Gabriela Toscano.
- María (stagioni 1-2), interpretata da Marcela Kloosterboer.
- Candela Carmona (stagione 1), interpretata da Laura Azcurra.
- Anita (stagione 2), interpretata da Agustina Cherri.
- Laura Sánchez (stagione 2), interpretata da Jazmín Stuart.
- Michi (stagione 1), interpretata da Reina Reech.
- Beluchi (stagioni 1-2), interpretato da Luis Machín.
- Carmen (stagioni 1-2), interpretata da Claudia Fontán.
- Brigitte Monti (stagioni 1-2), interpretata da Carla Peterson.
- Coco (stagioni 1-2), interpretato da Facundo Espinosa.
- Patricio "Pato" Guillán (stagioni 1-2), interpretato da Nicolás Vázquez.
- Rafa (stagioni 1), interpretato da Nacho Gadano.
- Garabito (stagioni 1-2), interpretato da Marcelo de Bellis.
- Lila (stagioni 1-2), interpretata da Jimena Barón.
- Osvaldo Rigolé (stagione 2), interpretato da Norberto Díaz.
- Héctor Monti (stagioni 1-2), interpretato da Manuel Vicente.
- Aldo (stagioni 1-2), interpretato da Atilio Pozzobón.
- Dardo (stagioni 1-2), interpretato da Martín Orecchio.
- Rita (stagione 1), interpretata da Lola Berthet.
- Wilson, interpretato da Berugo Carámbula.
- Liliana Sánchez (stagioni 1-2), interpretata da Cunny Vera.
- Marisa (stagioni 1-2), interpretata da María Laura Topa.
- Tomás (stagione 2), interpretato da Milton de la Canal.
- Carina (stagione 1), interpretata da Andrea Politti.
- Josecito (stagione 1), interpretato da Diego Treu.
- Alejandra (stagione 1), interpretata da Mariana Arias.
- Panchita (stagione 2), interpretata da Ananda Li Bredice.
- Gaby (stagione 2), interpretata da Melina Petriella.
- Tripodi (stagioni 1-2), interpretato da Adrián Martel.
- Moglie di Rafa (stagione 1), interpretata da Analía Malvido.
- Erika (stagione 1), interpretata da Sabrina Carballo.
- Gallito (stagione 2), interpretato da Juan West.
- Cristina Carmona/Nadine (stagione 2), interpretata da Andrea Frigerio.
- Helena (stagione 1), interpretata da Alejandra Darín.
- Mordisco (stagioni 1-2), interpretato da Santiago Ríos.
- Jessi (stagione 1), interpretata da Malena Luchetti.
- Anabella (stagione 2), interpretata da Daniela Cordero.
- Magnolia (stagione 1-2), interpretata da Ana Acosta.
- Mateo (stagione 2), interpretato da Esteban Prol.
- David (stagioni 1-2), interpretato da Ariel Navarro.
- Rocío (stagione 1), interpretata da Mercedes Funes.
- Delia (stagioni 1-2), interpretata da Patricia Castell.
- Zully (stagioni 1-2), interpretata da Mirta Wons.
- Jota Jota (stagione 2), interpretato da Roberto Antier.
- Cobaccio (stagioni 1-2), interpretato da Jorge Noya.
- Filippo (stagioni 1), interpretato da Sebastián Pajoni.
- Mauro (stagione 2), interpretato da Juan Minujín.
- Nené (stagione 1), interpretata da Beatriz Dellacasa.
- César (stagione 2), interpretato da Walter Quiroz.
- Felipe (stagione 2), interpretato da Sebastián Kirzner.
- Alex (stagione 2), interpretata da Catarina Spinetta.
- Hernán (stagione 1), interpretato da Leandro López.

## Episodi
La serie è composta da due stagioni per un totale di 463 puntate.
| Stagione         | Puntate | Prima TV originale |
| ---------------- | ------- | ------------------ |
| Prima stagione   | 245     | 2002-2003          |
| Seconda stagione | 218     | 2003-2004          |

## Media

### Musica
La sigla iniziale è cantata da Los Auténticos Decadentes e porta il titolo omonimo alla fiction.
È uscito un album, contenente canzoni cantate da Mariano Martínez e Facundo Espinosa. Il disco è stato certificato disco d'oro in Argentina.
| Anno | Dettagli |
| ---- | --- |
| 2011 | Aguante Marquesi - Pubblicazione: giugno 2003 - Formati: CD - Etichetta: Pol-ka Producciones, Warner Music Argentina |

### Altri prodotti
Nel giugno del 2003 viene pubblicato per la prima volta il mensile "El Libro de Son Amores" contenente una sezione dedicata all'oroscopo, interviste e temi legati allo sceneggiato. Dalla serie è uscito anche, nel paese natale, album di figurine, un disco e cappellini.

## Son amores in teatro
Son amores è l'adattamento teatrale della serie, diretto da Santiago Doria per conto di Pol-ka Producciones. Le prove sono iniziate tra l'aprile e il maggio del 2002, quando il libro doveva essere ancora concluso. La storia è stata scritta dagli stessi autori televisivi, ovvero Jorge Maestro e Ernesto Korovsky. Il cast era composta dagli attori principali della serie, cioè Miguel Angel Rodríguez, Millie Stegmann, Nicolás Cabré, Mariano Martínez, Florencia Bertotti, Marcela Kloosterboer, Claudia Fontán e Berugo Carámbula. Invece, Laura Azcurra, Mario Pasik e Reina Reech non prendono parte alle rappresentazioni. Lo spettacolo viene presentato ufficialmente al pubblico il 27 giugno, solamente per i giornalisti, compagni e amici del cast ed è composto da tre scene per la durata di circa un'ora. La storia inizia al momento di una cena tra i due innamorati Roberto e Lola e i tre nipoti di lui Martin, Pablo e Valeria e narra dei tre fratelli Marquesi che vogliono lasciare Capitán Gómez per andare a trovare la madre.
A metà luglio dello stesso anno l'attrice Millie Stegman che impersona Lola lascia il ruolo per affaticamento da stress che le ha provocato una trombosi. Sul punto di cancellare lo show, gli autori decidono di cambiare, in parte, la storia e così la Stegman viene rimpiazzata dalla collega Reina Reech, la quale aveva già sostituito l'altra attrice che si era assentata per gli stessi motivi. La Reech interpreta lo stesso suo personaggio della serie, ovvero Michi. Nell'agosto vengono sospese le tappe a causa di alcune lesioni ai danni di Mariano Martínez.
Anche questa versione fu apprezzata dalla critica e dal pubblico.
| Data           | Stato     | Città        | Teatro       |
| -------------- | --------- | ------------ | ------------ |
| 27 giugno 2002 | Argentina | Buenos Aires | Teatro Ópera |
| 28 giugno 2002 | Argentina | Buenos Aires | Teatro Ópera |
| 29 giugno 2002 | Argentina | Buenos Aires | Teatro Ópera |
| 30 giugno 2002 | Argentina | Buenos Aires | Teatro Ópera |
| 4 luglio 2002  | Argentina | Buenos Aires | Teatro Ópera |
| 5 luglio 2002  | Argentina | Buenos Aires | Teatro Ópera |
| 6 luglio 2002  | Argentina | Buenos Aires | Teatro Ópera |
| 12 luglio 2002 | Argentina | Buenos Aires | Teatro Ópera |
| 13 luglio 2002 | Argentina | Buenos Aires | Teatro Ópera |
| 14 luglio 2002 | Argentina | Buenos Aires | Teatro Ópera |

## Premi e candidature
- 2002 - Premio Martín Fierro[3]
  - Vinto - Miglior commedia televisiva.
  - Vinto - Miglior attore in commedia a Miguel Ángel Rodríguez.
  - Vinto - Miglior attrice in commedia a Florencia Bertotti.
  - Vinto - Rivelazione a Lola Berthet.
  - Nomination - Miglior regista a Rodolfo Antúnez e Daniel De Felippo.
  - Nomination - Miglior autore/librettista a Jorge Maestro e Ernesto Korovsky.
  - Nomination - Miglior attore in commedia a Mariano Martínez.
  - Nomination - Miglior attore in commedia a Nicolás Cabré.
  - Nomination - Miglior attrice in commedia a Millie Stegman.
  - Nomination - Miglior attore non protagonista a Berugo Carámbula.
  - Nomination - Miglior attrice non protagonista a Carla Peterson.
  - Nomination - Miglior attrice non protagonista a Claudia Fontán.
  - Nomination - Rivelazione a Atilio Pozzobón.
  - Nomination - Miglior canzone originale a Los Auténticos Decadentes per la sigla.
- 2002 - Premio Clarín[39]
  - Vinto - Miglior fiction giornaliera.
  - Vinto - Rivelazione femminile a Carla Peterson.
  - Vinto - Rivelazione femminile a Lola Berthet.
  - Vinto - Rivelazione maschile a Facundo Espinosa.
  - Nomination - Rivelazione maschile a Nicolás Vázquez.
- 2003 - Premio Martín Fierro[40]
  - Vinto - Miglior attrice protagonista in commedia a Florencia Bertotti.
  - Vinto - Partecipazione speciale femminile in fiction a China Zorrilla.
  - Nomination - Miglior commedia televisiva.
  - Nomination - Miglior attore protagonista in commedia a Nicolás Cabré.
  - Nomination - Miglior attrice protagonista in commedia a Gabriela Toscano.
- 2003 - Premio Clarín[4][41]
  - Vinto - Miglior attrice televisiva a Florencia Bertotti.
  - Nomination - Miglior fiction giornaliera.
- 2003 - Premio INTE[42][43]
  - Nomination - Talento giovanile dell'anno a Florencia Bertotti.
  - Nomination - Commedia televisiva.

## Distribuzioni internazionali
| Paese     | Canale/i             |
| --------- | -------------------- |
| Argentina | Canal 13, Volver     |
| Uruguay   | Saeta TV Canal 10    |
| Israele   | Viva                 |
| Mondo     | Telefe Internacional |

## Adattamenti
Dalla sitcom sono state create due versioni locali in:
- Cile dal titolo "Buen partido": telenovela prodotta nel 2002 da Pol-ka Producciones e Chilefilms, composta da 95 episodi e trasmessa da Canal 13[44].
- Messico dal titolo "Dos chicos de cuidado en la ciudad": telenovela prodotta dal 2003 al 2004 da TV Azteca e composta da 200 episodi[45].

## Accoglienza
La serie è stata accolta positivamente sia dal pubblico che dalla critica come confermano anche i numerosi premi ricevuti anche al di fuori del paese natale, ovvero a Miami. Inoltre, il debutto della seconda stagione arriva a 30 punti di rating, superando la concorrenza e vincendo la fascia oraria varie volte.
Il giornale "La Capital" commenta sulla serie: "[piace perché] corrisponde agli standard di qualità a cui gli argentini sono abituati dalle produzioni di Adrián Suar e "conquista le persone con una semplice ed efficace ricetta: racconta la storia che gli abitanti hanno bisogno di vedere. Per farmi capire: in un momento di crisi una commedia romantica in cui l'unica preoccupazione dei suoi protagonisti sono i problemi di cuore è un balsamo che aiuta a dimenticare tutti i problemi". Il quotidiano "La Nación disse: "una forza di un casting impeccabile, buon soggetto e una delle migliori recitazioni la serie di Pol-ka è un fenomeno".
Nonostante i 25 punti che raggiungeva durante la seconda stagione, il Clarín disse: "anche se il secondo anno non ha avuto la stessa ripercussione del primo e negli ultimi mesi ha perso il vigore e la freschezza che aveva al suo inizio, i personaggi di questa storia si sono installati nell'immaginario televisivo e sono diventati cari al pubblico". Il giornale La Gaceta analizzò la serie: "rappresentò la nuova forma di fare fiction creata e consolidata per le produzioni indipendenti. Con i valori di sempre, però moderna, fresca e con molto marketing. Arriva in un paese depresso", gareggiando intelligentemente con humor e vince".
La critica si complimentò in più occasioni con il cast, in particolar modo con Nicolás Cabré e Mariano Martínez, Florencia Bertotti e Gabriela Toscano.